# عبد عابدي
عبد عابدي، (فبراير 1942-) هو رسّام، ومصمّم ونحّات ومدرّس فنون فلسطيني من فلسطينيي الداخل.

## طفولته ودراسته الأكاديمية
ولد عبد عابدي في شباط 1942 في حارة الكنائس في البلدة التحتى من حيفا، فلسطين الانتداب البريطاني. في نيسان 1948 هُجّر من بيته مع أمّه، أخوته، أخواته، بينما بقي والده في حيفا. خرجت الأم وأولادها من حيفا إلى عكا، ومن هناك
أبحروا بعد نحو أسبوعين في سفينة متآكلة إلى لبنان. في البداية تمّ وضعهم في مخيّم الكرنتينا في ميناء بيروت، ثم نُقلوا إلى مخيّم اللاجئين المية ومية قرب صيدا وواصلوا طريقهم من هناك إلى دمشق. بعد ثلاث سنوات من الترحال بين مخيّمات اللاجئين، سُمح للأمّ وأولادها بالعودة إلى داخل إسرائيل عام 1951، في إطار لمّ شمل العائلات.
في عام 1962، انضمّ عابدي إلى منظّمة الرسامين والنحاتين في حيفا، وكان أوّل فنّان عربي في أعضائها. في السنة نفسها عرض أيضًا معرضه الأول في تل أبيب. عام 1964، أرسله فرع الحزب الشيوعي في حيفا لدراسة التصميم الغرافيّ، الجداريات، النحت البيئيّ والفنّ في درزدن، جمهورية ألمانيا الديمقراطيّة. مكث عابدي في ألمانيا سبع سنوات، حيث أنهى اللقب الثاني في «الكلية العليا للفنون» في درزدن  وسنة تخصّص هناك. في تلك السنوات تأثّر عابدي بفنّانين ألمان مثل الفنّانة اليهودية ليئا غرونديغ التي سطع اسمها في الرسم الاحتجاجي ضد الفاشية والنازية، غيرهرد كتنر وغيرهرد هولبك.
في 1970 حصل على درجة الماجستير، وبعد ذلك تم اختياره من قبل الأستاذ المشرف جيرهارد Bondzin، وبرفقة مجموعة أخرى الطلاب المتخرجين شارك في تمام لوحة جدارية ضخمة في قصرالثقافة Kulturpalast، الذي بني في 1968 في وسط مدينة درسدن.
عاد من دريسدن إلى حيفا في 1972 حيث عمل مصمّماً لعددٍ من المنشورات العربيّة، صحيفة «الاتحاد» ومجلّة «الجديد»، وعلّم الفنون ورسم الجدرانيّات.

## أعماله

### رسومات، طباعات ومنشورات
معرض أقيم مؤخراً، بعنوان «وما نسينا» يحتوي على مجموعة مختارة من أعمال الفنان عبد عابدي من رسومات، طباعات ومنشورات من سنوات الستين والسبعين.
كتبت امينة المعرض «وما نسينا» طال بن تسفي: "في الأعمال التي أنتجها عابدي خلال سنواته السبع في درزدن، يمكن أن نلاحظ بوضوح آثار توجّه مثابر من حيث الموضوع والأسلوب الفنّي، حيث تمحورت في شخصيات لاجئين ونُفذت بأسلوب واقعيّ اجتماعيّ وبوسائل فنية غرافية مثل رسومات، طباعة حجر ونقش ترافقها نصوص سياسية وأدبية تتناول مسائل العدالة والأخلاق... السنوات التي قضاها عابدي في ألمانيا، أنتج مجموعة لافتة من الرسومات، الطباعات الحجرية وأعمال النقش، التي خصّصها بمعظمها الساحق للنكبة أو للاجئين الفلسطينيين. عدد من أعمال اللاجئين، التي أنتجها عابدي في ألمانيا وأصدرها عام 1973 في مجموعة مؤلفة من 12 عمل طباعة بالأسود والأبيض بعنوان «عبد عابدي – رسومات» تتيح فرصة للإطلال على عناصر مركزية ستتكرّر لاحقًا في العديد من أعماله. يظهر في هذه الأعمال أثر ذكريات من طفولته حين تنقل بين مخيمات لاجئين ومن الفترة اللاحقة للمّ شمل عائلته مجدّدًا في حيفا. استخدم عابدي لوصف اللاجئين توجّهًا واقعيًا اجتماعيًا من النوع الذي عرفه قبل سفره إلى ألمانيا وقام بتطويره خلال مكوثه هناك. جميع الشخصيات التي تظهر في طباعات المجموعة هي شخصيات لاجئين."
كتبت امينة المعرض أيضا ان معرض «وما نسينا» هو رحلة شخصية ذاتيّة في الزمن، الذاكرة والتاريخ الفلسطينيين الذين يشكلون جزءًا من حياة الفنان عبد عابدي، المولود في حيفا. يشمل المعرض رسومات ومطبوعات على الحجر (Lithography) نُشرت كصور منسوخة على مدى 20 عامًا، ابتداء من أواخر الستينيات، في صحيفة الاتحاد، في المجلة الأدبية الجديد، وعلى أغلفة كتب وكرسومات داخل كتب.
بين الكتب التي نُشرت فيها، كتابا إميل حبيبي، «سداسيّة الأيام الستة» (1968) و«الوقائع الغريبة في اختفاء سعيد أبي النحس المتشائل» (1977)، كتاب سلمان ناطور «وما نسينا» (1982)، كتاب فيليتسا لانغر «بأمّ عيني» (1974)، كتاب يوسف الغازي (غليلي) «أبي، ماذا فعلت حين هدموا بيت نادر؟» (1974) والدواوين الشعرية لموشيه برزيلاي، وكتاب ديب عابدي، 1991. خواطر زمنية، نشرت للمرة الأولى في صحيفة الاتحاد، 27 نيسان 1991.
الشاعر سميح القاسم كتب عنه وقال «منذ بداية الطريق، لفتت نظري ريشة عبد عابدي، بما اقترحته من استثنائية مميزه، ويوم طلبت منه لوحه لغلاف مجموعتي الشعرية الثانية أغاني الدروب في العام 1964، فقد لبى الطلب بحماس وبمحبه لأنه أحسن وأدرك مدى الانسجام الإبداعي بين ريشته المغموسة في الوجع القومي والوطني والإنساني للشعب العربي الفلسطيني، وبين ألقصيده المفعمة بهذا الوجع، وجاءت لوحته تعبيراً قوياً وعميقاً وجميلاً عن الهاجس الشعري المتوهج في قصائد تلك المرحلة. عملنا معاً في صحيفة الاتحاد وفي مجلة الجديد ومجلة الغد وسرنا جنباً إلى جنب في المسيرات والتظاهرات، وتعرضنا معاً للقمع والاضطهاد، وتعمق لدينا شعور التكافل الفكري والوجداني والإبداعي، بحيث بدا دائماً أن لوحته تسند ألقصيده، بمثل ما تسند ألقصيده اللوحة.»

### الكاريكتير
رسم عبد عابدي العديد من الرسوم الكاريكاتورية، التي نشرت معظمها في صحيفة الاتحاد في حيفا بين السنوات 1972 حتي 1981.

### لوحات
رسم عبد عابدي عددا من اللوحات خلال دراساته في ألمانيا، وواصل القيام بذلك، لا سيما من أواخر السبعينات. في لوحاته من أواخر عام 1990 يبدأ خلط اللون مع المواد الأخرى، مثل الزجاج والمعادن، الخشب، وما إلى ذلك.
وتشمل لوحاته رسوم وجوه، ومجسمات.
ومع ذلك، المواضيع الرئيسية في لوحاته التي تحظى باهتمام خاص مركزه حول طفولته تجربة اللاجئين ، والانتفاضة، وحيفا، والجليل  وغيرها من الأماكن، والنوافذ والأبواب  في الأزقة الصغيرة في حي وادي النسناس العربي في حيفا.

## انصاب تذكارية، جداريات ونحت بيئي

### النصب التذكاري لشهداءيوم الأرضفي 1976
عمل بالتعاون مع الفنّان الإسرائيليّ غرشون كنيسبيل.
في عام 1977، بعد أحداث يوم الأرض بسنة، قرّرت سكرتاريا لجنة الدفاع عن الأراضي، برئاسة صليبا خميس، إقامة نصب تذكاري يُخلّد اليوم وضحاياه. الاجتماع الذي اتّخذ فيه القرار عُقد في بيت رئيس مجلس كفر مندامحمد زيدان وقد جاء بالاتفاق مع رئيس مجلس سخنين جمال طربيه. في ذلك
الاجتماع تقرّر، أيضًا، التوجّه إلى عبد عابدي لكي يأخذ المهمّة على عاتقه. بعد توجّه اللجنة إلى عابدي، اقترح على صديقه القديم غرشون كنيسبل، الذي كان ذا تجربة هامة في تصميم النصب التذكارية، أن يشاركه العمل على المشروع. فبلورا معًا الإطار الفكري-البصري للنصب التذكاري وتوجّها للعمل على التخطيطات التحضيرية، والتي ضمّت أربع منها مجموعة النصب التي صدرت عام 1978، بعد إقامته.في الأسبوع الأخير من آذار 1978، تمّ البدء بتشييد النصب التذكاري في مقبرة سخنين، انطلاقًا من أنّ موقعه سيوفر له الحماية أمام اعتداءات قوى الأمن الإسرائيلية التي ستمتنع عن الدخول إلى المقبرة. في البدء تمّ صبّ قاعدة باطونية. في صبّ الباطون الذي استمرّ لساعات شارك الكثير من العمّال من سخنين. خلال إقامته اعتقلت الشرطة رئيس مجلس سخنين جمال طربيه بزعم البناء غير المرخّص، لكنها أطلقت سراحه بعد مرور عدّة ساعات.
عُقد احتفال الكشف عن النصب التذكاري يوم الخميس، 30 /3/ 1978
منذ ذلك الحين، في كلّ30 آذار، يتحوّل النصب التذكاري إلى مركز مراسيم ذكرى أحداث يوم الأرض في الجليل.
النصب التذكاري مبنيّ بشكل تابوت حجريّ، تابوت رخاميّ مستطيل نُقشت عليه عناصر لوجوه وزخرفات، وهي تميّز فنون الدفن اليونانية والرومانية.
في الذكرى الثالثة ليوم الأرض، أصدر عابدي وزميله كنيسبل كتالوج يوم الأرض بعنوان قصّة النصب «التذكاري» وساهم فيه أيضًا الشاعر سميح القاسم والكاتب يهوشوع سوبول. واشتمل على صور، وتصميمات مستوحاة من واقع الفلسطينيين، ومن نضال الناس عمومًا من أجل مجتمع أفضل. صدر
الكتالوج عام 1978 بطبعة مرقمة وموقعة من الفنانين.
يضع المعرض «قصّة النصب التذكاري: سخنين 1976-2006» في مركزه النّصب التذكاريّ لإحياء يوم الأرض في سخنين، كفضاء من النضال، الذاكرة والهويّة لدى الأقليّة الفلسطينية في إسرائيل.يشمل المعرض منشورات عام 1978، مجموعة مطبوعات لافتة في اتّساعها، وقد ضمّت: رسوم الإعداد وصور النّصب التذكاريّ فور إنشائه، ونصوصًا لسميح القاسم، يهوشوع سوبول، وللفنّانين عبد عابدي وغرشون كنيسبل، إضافة إلى ملصقات الذكرى ليوم الأرض (تصميم: عبد عابدي).

### انصاب تذكارية، جداريات ونحت بيئي / أعمال أخرى

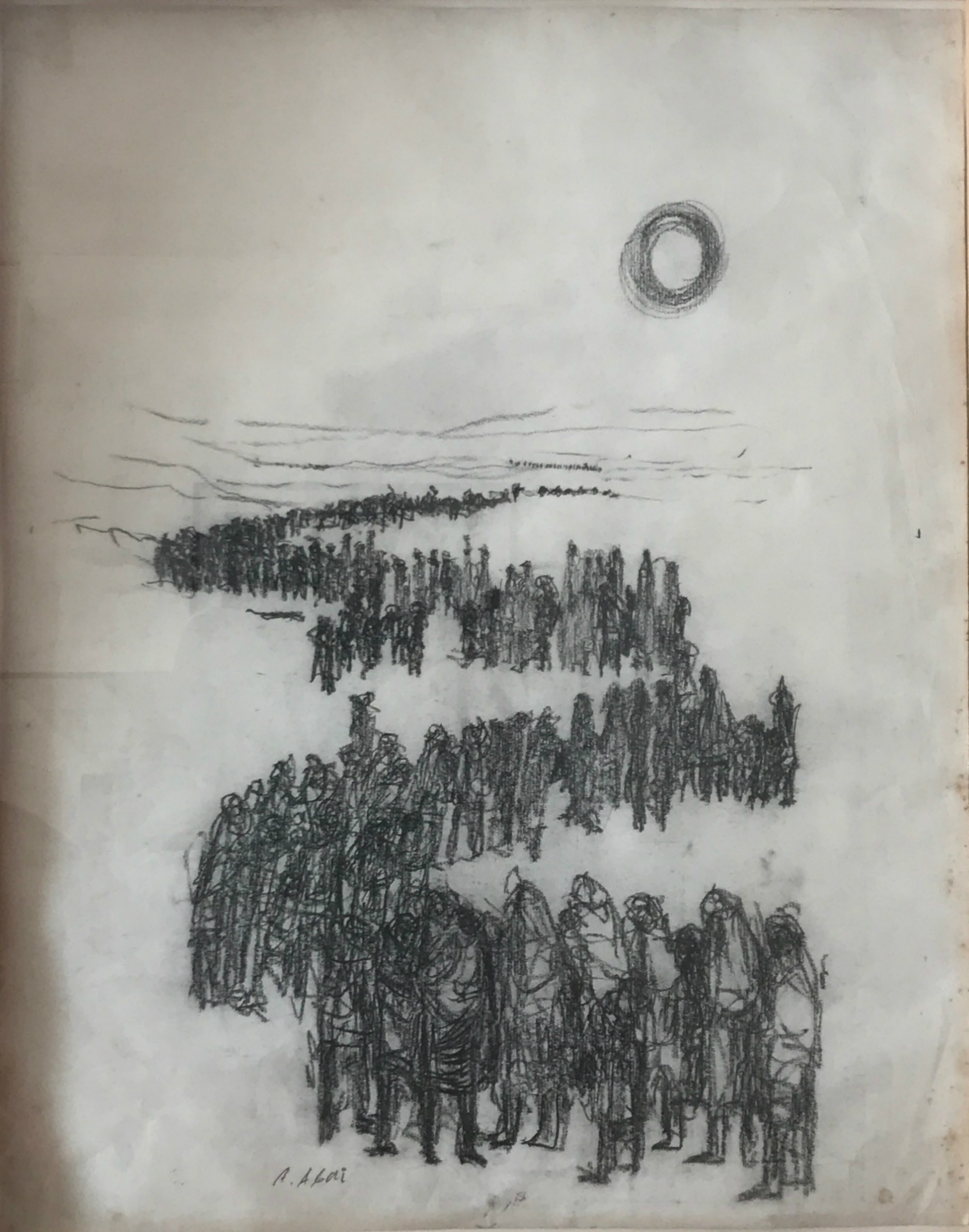
الهاربون... من المجزرة (1976)

شيّد عبد عابدي عدّة نصوبٍ تذكاريّة وجداريّات أخرى؛ بينها
- النصب التذكاري تخليدًا لذكرى مرور 75 خمسة وسبعون عامًا لإعلان شفاعمرو مدينة (عاصمة ظاهر العمر) في العام 1984-[35]
- جدارية فسيفساء في كلية عبلين العام 1983-
- جدارية فسيفساء في ساحة كنيسة السيدة للروم الكاثوليك العام 1984 في حيفا-[36]
- النصب التذكاري لشهداء قرية كفركنا الجليلية العام 1999-[37]
- النصب التذكاري لشهداء قرية كفرمندا العام 2001-[38]
- جدارية العلم والمعرفة في مدرسة عبلين الإعدادية العام 2004-[39]
- جدارية «شمس الشروق» في مدرسة عبلين الابتدائية-[39]
- تمثال شجرة المعرفة في حديقة مدرسة «أورط» في قرية الزرازير العام 2005-[40]
- تمثال العامل المفكر في باحة مصنع أدوية الشفاء في رام الله العام 1999 وهو أول تمثال صنع من معدن البرونز يعرض في الحيز الفلسطيني-
- عمل إنشائي أقامه الفنان في ورشة إبداعية لطلاب عرب ويهود وألمان في ساحات المدرسة الألمانية الشهيرة «اودين فالد» القريبة من مدينة هايدلبرغ العام 2004 في ألمانيا
- صمم ضريح المحامي حنا نقارة العام 1990 – حيفا
- صمم ضريح الكاتب إميل حبيبي «باقٍ في حيفا» العام 1998
- أقام نصب تذكاري في حديقة المتحف الوطني في عمان، ضمن ورشة مبدعين ونحاتين من العالم العربي في الأردن عام 1998 افتتحته الأميرة وجدان علي، كرئيسة للمتحف الوطني الملكي وهو بعنوان "تكريم لمدينة عمان[41]
- جداريّات في حيفا[42]

## معارض
عرض عبد عابدي في ألمانيا وقطر وإسرائيل وبلجيكا وبلغاريا. وشارك في 50 معرضٍ جماعيّ، بينها المعرض المشترك الفلسطينيّ-الإسرائيليّ تحت عنوان «هذا ممكن»، التي دارت الولايات المتحدة وألمانيا بين 1998 و1990. وقد ظهرت أعماله في معارض «التضامن مع الشعب الفلسطينيّ» في طوكيو وبرلين وبروكسل وبلغراد وأثينا. وقد نظّم هو نفسه وشارك في معارض مع فلسطينيين وإسرائيليين في تل أبيب وحيفا والقدس الغربية بين 1980 و1987 دفاعاً عن حرية الكلمة والابتكار.

## نشاطات أخرى
عابدي أوّل فنّان فلسطينيّ قبل في فرع حيفا للجمعيّة الإسرائيليّة للرسم والنحت (1962) وبقي عضواً ناشطاً فيها. وكان أيضاً ناشطاً في المركز اليهودي-العربي في بيت هاغيفين معلّماً الفنون. وأسّس جمعيّة «إبداع» لتنمية الفن التصويري داخل المجتمع الفلسطيني في إسرائيل، ثمّ مؤخّراً مشغل «عَربل» Arabelle للفن التصويري في حيفا. وترأس مسرح الميدان بين 2004 و2009.
عابدي هو أيضاً المنظّم المشارك للمعرض الفنّي المرتبط باحتفالية «عيد الأعياد» الثقافيّة، جامعاً فنّانين إسرائيليين وفلسطينيين وأجانب طوال كانون الأوّل/ديسمبر من كلّ عام، للاحتفاء سويّةً بالأعياد المسيحيّة والإسلامية واليهودية.

## الجوائز والأوسمة
- منحته بلديّة حيفاجائزة هيرمان ستراك كأفضل فنّان للعام 1973
- في العام نفسه لقّب أفضل فنّان شاب في مهرجان برلين الدولي للشباب.
- عاد ليفوز بتقدير بلديّة حيفة مرّة ثانية جائزة هيرمان ستراك كأفضل فنّان للعام في 1999
- 2009 منحت وزارة العلوم والثقافة والرياضة الفنان عبد عابدي من مدينة حيفا، جائزة وزير العلوم والثقافة للفن التشكيلي. الجدير ذكره، أن هذه أول مرة تمنح فيها هذه الجائزة لفنان عربي.
- 2010 منح الفنان وسام «عزيز حيفا» تكريما لعطائه للمجتمع في حيفا[43]

## وصلات خارجية
موقع الفنان الفلسطينى عبد عابدي
- شاهين نصّار، الفنان التشكيلي عبد عابدي يستعرض أهم نشاطاته خلال 2010
- عبد عابدي، «وما نسينا» بقلم: طال بن تسفي
- إبراهيم أبو عطا (صحيفة كل العرب)، افتتاح المعرض التشكيلي بام الفحم تحت عنوان عبد عابدي-50 عامًا من الإبداع
- نايف خوري، عبد عابدي 50 سنة من الإبداع (موقع بانيت)
- د. خالد تركي، "عبد عابدي/ خمسون عامًا من الإبداع
- عبد عابدي.. خمسون عاما من الإبداع، تقرير متلفز ومصور من المعرض (احساس حيفانا)
- معرض «رجال في الشمس»